# Poznanovci
Poznanovci (Hongaars: Pálhegy) is een plaats in Slovenië en maakt deel uit van de gemeente Puconci in de NUTS-3-regio Pomurska. De plaats telde 169 inwoners op 1 januari 2020.